# 粳
粳（うるち）とは、イネやオオムギなどの作物でアミロースを含む品種。

## 概要
粳の対義語は糯（）であり、組成としてアミロースを全くあるいはほとんど含まないものを糯、アミロースを含むものを粳という。これらの性質のことを糯粳性（）という。
糯性植物も粳性植物が変異したことによって生じた変異体である。ヨード・ヨードカリ水溶液との呈色反応において青色を示す。
粳のほか糯の品種のある植物としては、イネ、トウモロコシ、オオムギ、アワ、キビ、モロコシ、アマランサスなどがある。なお、「粳」の一字で粳米を意味することもある。